# Ергенинское сельское муниципальное образование
Ергенинское сельское муниципальное образование — сельское поселение в Кетченеровском районе Калмыкии. Административный центр - посёлок Ергенинский.

## География
СМО расположено в западной части Кетченеровского района в двух геоморфологических зонах: западная часть СМО — на восточных склонах Ергенинской возвышенности, восточная — на Прикаспийской низменности. Климат резко континентальный – лето жаркое и очень сухое, зима малоснежная, иногда с большими холодами.
Граничит на западе с Ростовской областью, на севере — с Гашун-Бургустинским СМО, на северо-востоке — с Чкаловским СМО, на востоке — с Алцынхутинским СМО, на юге — с Шаттинским СМО и с Кегултинским СМО.

## Население
| 2002 | 2010  | 2011  | 2012 | 2013 | 2014 | 2015 |
| ---- | ----- | ----- | ---- | ---- | ---- | ---- |
| 1004 | ↗1026 | ↘1023 | ↘974 | ↘966 | ↘940 | ↘925 |
| 2016 | 2017  | 2018  | 2019 | 2020 | 2021 |      |
| ↘892 | ↘889  | ↗892  | ↘868 | ↘829 | ↗865 |      |

Население СМО (на 01.01.2012 г.) составляет 974 человек. Из них 86,9 % населения проживает в посёлке Ергенинский. Плотность населения в СМО составляет 1,7 чел./км². Из общего количества населения население моложе трудоспособного возраста составляет 0,20 тыс. чел., (20,6 %), в трудоспособном возрасте – 0,58 тыс. чел. (59,7 %), старше трудоспособного возраста – 0,18 тыс. чел. (18,5 %). Соотношение мужчин и женщин составляет, соответственно, 51,1% и 49,9 % (преобладает мужское население). Национальный состав: калмыки – около 85,0 %, русские – около 10,0 %, другие национальности – около 5,0 %.

## Состав сельского поселения
| № | Населённый пункт | Тип населённого пункта          | Население |
| - | ---------------- | ------------------------------- | --------- |
| 1 | Годжур           | посёлок                         | ↘127      |
| 2 | Ергенинский      | посёлок, административный центр | ↘847      |

## Экономика
Основной отраслью экономики поселения является сельское хозяйство. Ведущим сельскохозяйственным предприятием в СМО является СХК «Ергенинский». Кроме того, хозяйственную деятельность (сельскохозяйственное производство) со специализацией на животноводстве (преимущественно) и растениеводстве в СМО ведут (по состоянию на 2012 год) 17 КФХ и 50 ЛПХ.